# Цусмарсхаузен
Цусмарсхаузен (нем. Zusmarshausen)— ярмарочная община в Германии, в Республике Бавария.
Община расположена в правительственном округе Швабия в районе Аугсбург. Население составляет 6106 человек (на 31 декабря 2010 года). Занимает площадь 68,72 км².
Ярмарочная община подразделяется на 8 сельских округов.

## Население
По оценке на 31 декабря 2015 года население общины Цусмарсхаузен составляет 6255 чел. 

| Дата      | 1840 | 1871 | 1900 | 1925 | 1939 | 1950 | 1961 | 1970 | 1987 | 2011 |
| --------- | ---- | ---- | ---- | ---- | ---- | ---- | ---- | ---- | ---- | ---- |
| Население | 2631 | 2802 | 2997 | 3208 | 3081 | 4621 | 4263 | 4609 | 4803 | 6050 |

| Год       | 1960 | 1970 | 1980 | 1990 | 2000 | 2009 | 2010 | 2011 | 2012 | 2013 | 2014 | 2015 |
| --------- | ---- | ---- | ---- | ---- | ---- | ---- | ---- | ---- | ---- | ---- | ---- | ---- |
| Население | 4259 | 4641 | 4662 | 5111 | 6076 | 6152 | 6106 | 6054 | 6085 | 6090 | 6121 | 6255 |

## История
В ходе Тридцатилетней войны город и его окрестности неоднократно становились местом сражений. Так, в январе 1648 года, в битве при Цусмарсхаузене, австрийский фельдмаршал Петер Меландер, граф фон Хольцапфель был серьёзно ранен и так и не сумев оправиться от ран скончался 17 мая в Аугсбурге.

## Экономика и инфраструктура
В Цусмарсхаузен располагается центральный офис и основное производство компании Sortimo — производителя оборудования для организации грузового пространства в коммерческих автомобилях.